# Prolycosides amblygyna
Prolycosides amblygyna är en spindelart som först beskrevs av Cândido Firmino de Mello-Leitão 1942. 
Prolycosides amblygyna ingår i släktet Prolycosides och familjen vargspindlar. Inga underarter finns listade i Catalogue of Life.